# Calligonum dissectum
Calligonum dissectum là một loài thực vật có hoa trong họ Rau răm. Loài này được Popov mô tả khoa học đầu tiên năm 1928.